# Okres Zlaté Moravce
Okres Zlaté Moravce je jedním z okresů Slovenska. Leží v Nitranském kraji, v jeho severní části. Na severu hraničí s okresem Topoľčany a Partizánske v Trenčínském kraji, na západě s okresem Nitra, na východě pak s okresy Žarnovica a Levice